# Najdi menja, Ljonja!
Najdi menja, Ljonja! (russisk: Найди меня, Лёня!) er en sovjetisk spillefilm fra 1971 instrueret af Nikolaj Ivanovitj Lebedev.

## Medvirkende
- Anna Aleksakhina som Mysjka
- Larisa Baranova som Dinka
- Viktor Tjekmarjov
- Aleksandr Demjanenko
- Sergej Dvoretskij